# Parafia Najświętszego Serca Pana Jezusa w Rącznej
Parafia Najświętszego Serca Pana Jezusa w Rącznej – parafia rzymskokatolicka obejmująca wieś Rączna, należąca do dekanatu czernichowskiego w Archidiecezji krakowskiej. Jej patronem jest Najświętsze Serce Jezusa. Kościołem parafialnym jest kościół Najświętszego Serca Pana wybudowany w 1986, a konsekrowany w 1994. Obecnym proboszczem jest ks. Jacek Strzelecki.
Cmentarz parafialny znajduje się na południowy zachód od kościoła, niedaleko miejscowości Dąbrowa Szlachecka.

## Historia

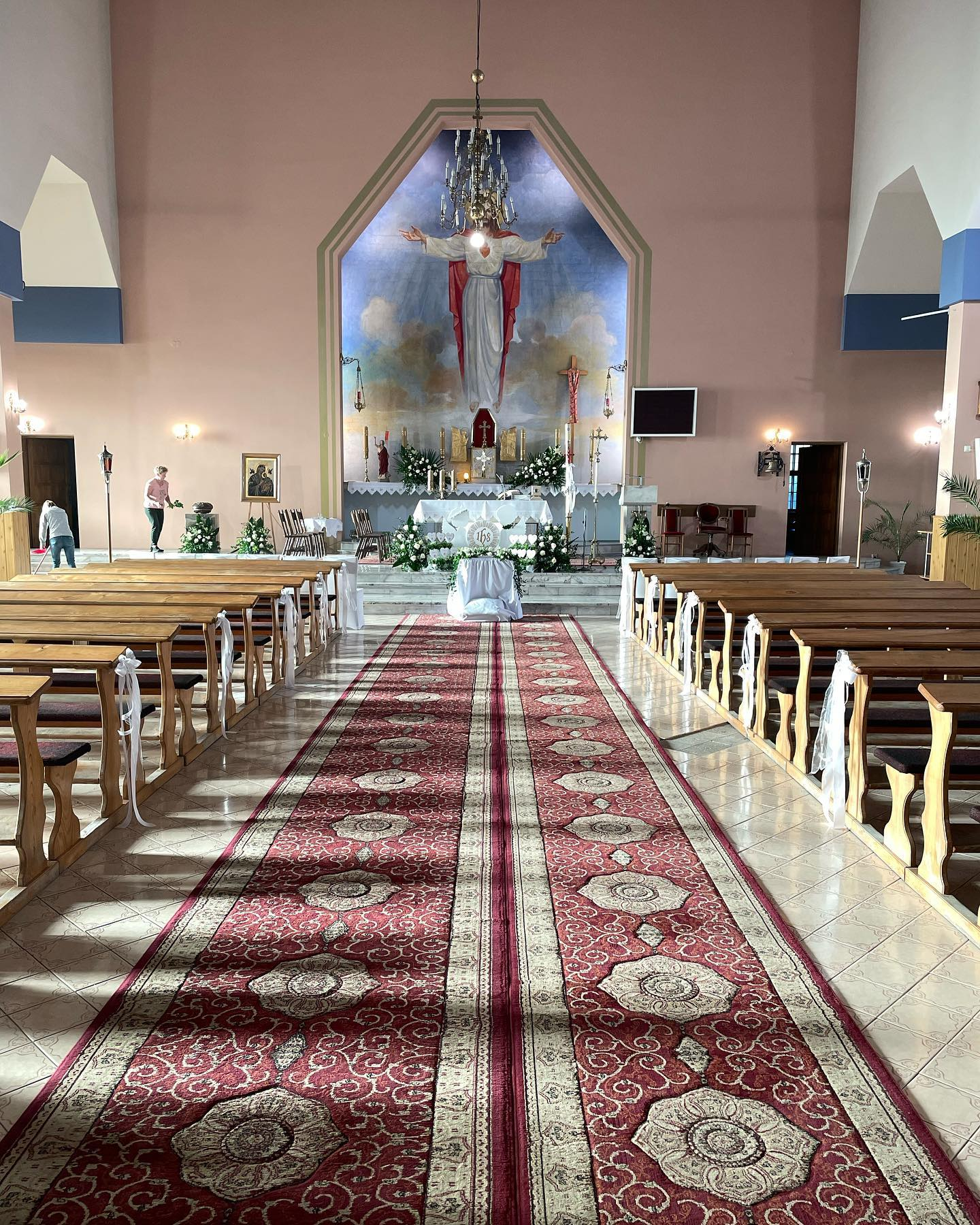
Nawa główna Kościoła

Rączna przez wiele wieków należała do Opactwa Tynieckiego. Później została przyłączona do parafii w Liszkach. W latach 1960–1972 proboszczem parafii Liszki był ks. kanonik Adolf Baścik. Wierni w niedzielną mszę gromadzili się również na łące przy niewielkiej kapliczce, zbudowanej prawdopodobnie w 1929. 24 maja 1971 roku do Rącznej przybył kard. Karol Wojtyła aby wesprzeć mieszkańców w zamiarze budowy kościoła. Przy tej kapliczce kard. Wojtyła spotkał się z mieszkańcami. 17 października 1982 roku kardynał Franciszek Macharski poświęcił i wmurował kamień węgielny. Pierwszą Pasterkę jeszcze w nie poświęconym Kościele odprawił rodak ks. Stanisław Mól SJ 25 grudnia 1984 roku. W dniu 10 listopada 1985 roku nastąpiło pierwsze poświęcenie Kościoła. Pierwszym proboszczem został mianowany ks. Stanisław Bąk 2 marca 1986 roku. Cmentarz parafialny na południe od kościoła założony w 1988 roku. 2 października 1994 roku odbyła się konsekracja świątyni dokonana przez kardynała Franciszka Macharskiego.

## Duchowni
- ks. Stanisław Bąk, wyśw. 1968 - pierwszy proboszcz parafii
- ks. Wojciech Głowa, wyśw. 1972 - drugi proboszcz parafii
- O. Stanisław Mól SJ, (1930-2015) - duszpasterz, długoletni misjonarz ludowy i rekolekcjonista, przełożony domu zakonnego i rektor kościoła św. Barbary w Krakowie w latach 1970-1976, Honorowy Obywatel Gminy Liszki[4]